# Carl Gustafsson i Mjölby
Carl Herman Gustafsson, född 22 februari 1862 i Mjölby, Östergötlands län, död 12 februari 1941 i Ununge, var en svensk disponent och riksdagspolitiker. 
Carl Gustafsson var disponent vid Mjölby Ströms kvarnbolag. Han var även politiker och ledamot av riksdagens andra kammare 1903—1911, invald i Vifolka, Valkebo och Gullbergs domsagas valkrets. 

## Familj
Gustafsson gifte sig 13 augusti 1896 med Aina Maria Kristina Thorén. Hon var dotter till kyrkoherden Carl Thorén och Hilda Afanda Hård af Segerstad i Mjölby församling.